# TJ Mořkov
Tělovýchovná jednota Mořkov je český fotbalový klub z Mořkova. Od sezony 2015/16 hraje v I. B třídě Moravskoslezského kraje (7. nejvyšší soutěž).

## Historie
Založen byl roku 1939 (tehdy se jmenoval „SK Mořkov“) a byl zařazen do Slezské župy fotbalové. Počátky fotbalu v Mořkově jsou však starší. Na začátku 30. let 20. století se začaly v Mořkově hrát fotbalové zápasy pod zaštítěním katolického spolku Orel. Utkání se hrála na plácku za Katolickým domem v Mořkově. Soupeři v té době byli především výběry okolních vesnic a za mořkovský tým nastupovali v brance Bohumil Rýdl a v poli František Bartoň, Alois Horák či Oldřich Kumorowski. Vedle utkání se sousedními vesnicemi se mezi sebou utkávali také výběry dolní části obce (z okolí kostela svatého Jiří) proti hráčům z horní části obce (z okolí železniční trati spojující ostravské hlavní nádraží s Valašským Meziříčím. Hráči z horní části obce trénovali na plácku pod železniční tratí a nastupovali za ně Josef Drga, Jan Pavlů či bratři Čípkovi.

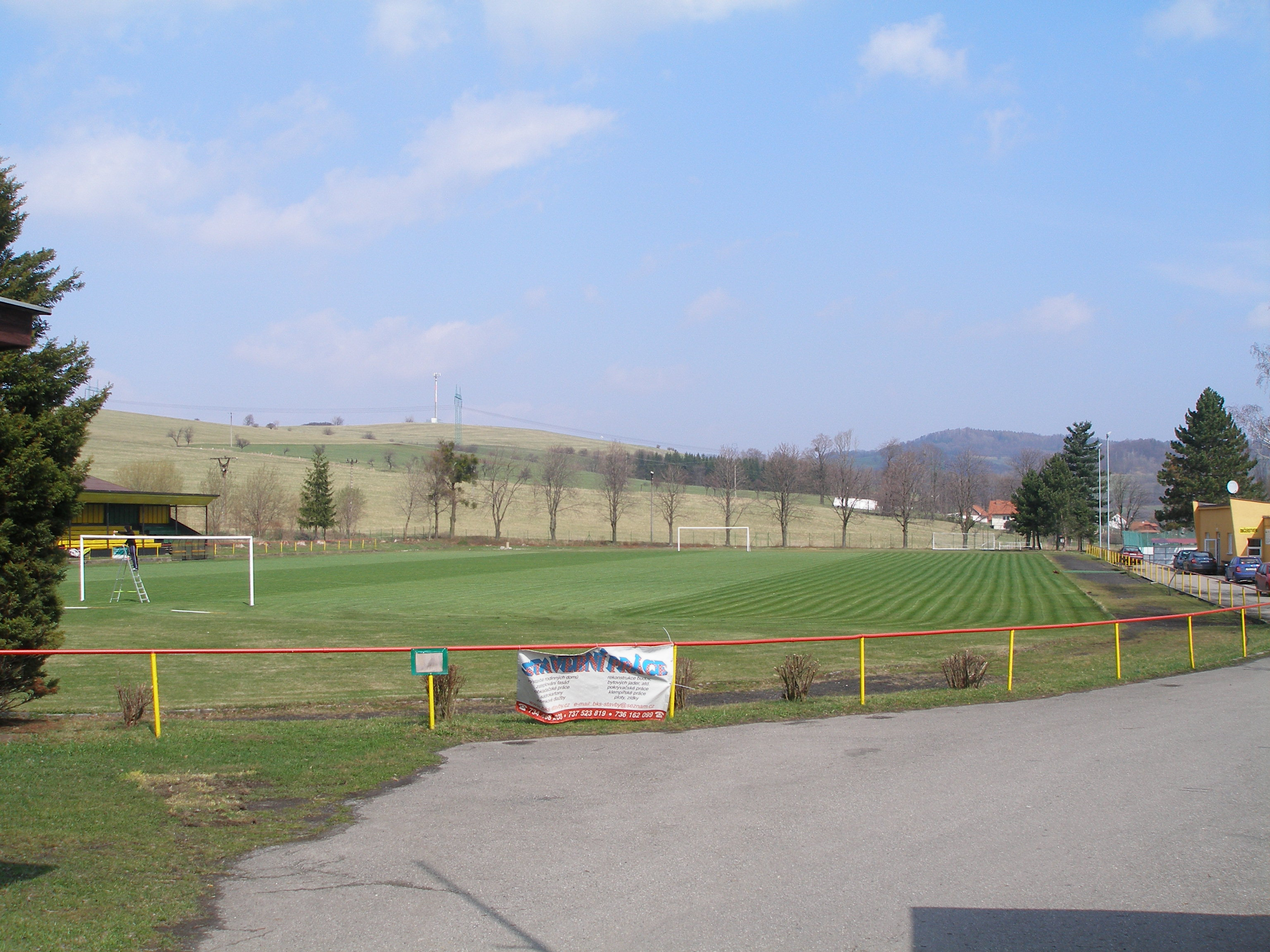
Sportovní areál v Mořkově

Nově vzniklý klub hrál svá utkání na hřišti za Katolickým domem. Během druhé světové války vedli mužstvo Oldřich Kumorowski a Heřman Blaheta a vedle domácích hráčů z Mořkova nastupovali za tým i ligoví hráči z Ostravy, jimiž byli Mocek, Machovský, Ostřanský či Caisberger. Soupeřem mořkovských byly též celky ze Vsetína nebo Hulína, což se promítlo i do vrůstající návštěvnosti diváků. Nejvýznamnějším utkáním však bylo místní derby se sousedními Hodslavicemi. Na tato utkání se vždy ze sousední vesnice vypravil velký průvod fanoušků a stejné to bylo i tehdy, kdy se hrálo v Hodslavicích.
V roce 1945 byly vykoupeny pozemky za školou a bylo zde zbudován sportovní stadion se škvárovým fotbalovým hřištěm a tribunou pro diváky. Součástí komplexu byla dále běžecká dráha o délce 300 m, sektor pro skok vysoký i daleký či pro vrh koulí a vybudovány byly i kurty pro volejbal či nohejbal a spolu s tím též osvětlené kluziště. Fotbalové hřiště, jež bylo ze všech sportovišť využíváno nejvíce, bylo v roce 1976 rekonstruováno a v letech 1988 a 1989 byl škvárový povrch nahrazen travou.

## Struktura oddílu
Součástí klubu je vedle hlavního A-mužstva také B-mužstvo a dále tým dorostenců, žáků a starší přípravky. A-mužstvo v roce 1970 postoupilo z I. B třídy do I. A třídy a tento výsledek je považován za největší úspěch mořkovského fotbalu. B-mužstvo hraje IV. třídu (skupinu A) a zbylá mužstva, tedy dorost, žáci a starší přípravka, hrají okresní přebory svých věkových kategorií.

## Znak
Ve znaku TJ Mořkov je fotbalový míč, na němž je umístěn znak Mořkova. Nad fotbalovým míčem je nápis „TJ-Mořkov Fotbal“ a pod míčem je letopočet založení fotbalového klubu, tedy 1939. Celý znak je ohraničen kružnicí zelené barvy.

## Umístění v jednotlivých sezonách
Stručný přehled
- 2002–2005: Okresní přebor Novojičínska
- 2005–2008: I. B třída Moravskoslezského kraje – sk. D
- 2008–2015: Okresní přebor Novojičínska
- 2015–2022: I. B třída Moravskoslezského kraje – sk. D
- 2022–2025: Okresní přebor Novojičínska
- 2025–: I. B třída Moravskoslezského kraje – sk. D

Jednotlivé ročníky
Legenda: Z - zápasy, V - výhry, R - remízy, P - porážky, VG - vstřelené góly, OG - obdržené góly, +/- - rozdíl skóre, B - body, červené podbarvení - sestup, zelené podbarvení - postup, světle fialové podbarvení - přesun do jiné soutěže
| Česko (2002 – ) |                                            |        |    |    |       |    |    |    |     |    |        |
| Sezóny          | Liga                                       | Úroveň | Z  | V  | R     | P  | VG | OG | +/- | B  | Pozice |
| 2002/03         | Okresní přebor Novojičínska                | 8      | 26 | 13 | 3     | 10 | 63 | 53 | +10 | 42 | 5.     |
| 2003/04         | Okresní přebor Novojičínska                | 8      | 26 | 17 | 3     | 6  | 59 | 28 | +31 | 54 | 3.     |
| 2004/05         | Okresní přebor Novojičínska                | 8      | 26 | 18 | 3     | 5  | 59 | 30 | +29 | 57 | 1.     |
| 2005/06         | I. B třída Moravskoslezského kraje – sk. D | 7      | 26 | 14 | 5     | 7  | 47 | 31 | +16 | 47 | 2.     |
| 2006/07         | I. B třída Moravskoslezského kraje – sk. D | 7      | 26 | 9  | 6     | 11 | 36 | 44 | −8  | 33 | 8.     |
| 2007/08         | I. B třída Moravskoslezského kraje – sk. D | 7      | 26 | 8  | 3     | 15 | 32 | 51 | −19 | 27 | 14.    |
| 2008/09         | Okresní přebor Novojičínska                | 8      | 26 | 7  | 7     | 12 | 37 | 47 | −10 | 28 | 10.    |
| 2009/10         | Okresní přebor Novojičínska                | 8      | 26 | 10 | 2     | 14 | 52 | 65 | −13 | 32 | 8.     |
| 2010/11         | Okresní přebor Novojičínska                | 8      | 26 | 14 | 6     | 6  | 53 | 41 | +12 | 48 | 2.     |
| 2011/12         | Okresní přebor Novojičínska                | 8      | 26 | 17 | 4     | 5  | 71 | 27 | +44 | 55 | 4.     |
| 2012/13         | Okresní přebor Novojičínska                | 8      | 26 | 12 | 6     | 8  | 47 | 35 | +12 | 42 | 5.     |
| 2013/14         | Okresní přebor Novojičínska                | 8      | 26 | 12 | 1     | 13 | 70 | 60 | +10 | 37 | 7.     |
| 2014/15         | Okresní přebor Novojičínska                | 8      | 26 | 18 | 2 / 2 | 4  | 69 | 30 | +39 | 60 | 1.     |
| 2015/16         | I. B třída Moravskoslezského kraje – sk. D | 7      | 26 | 7  | 7     | 12 | 32 | 40 | −8  | 28 | 10.    |
| 2016/17         | I. B třída Moravskoslezského kraje – sk. D | 7      | 26 | 7  | 6     | 13 | 34 | 47 | −13 | 21 | 11.    |
| 2017/18         | I. B třída Moravskoslezského kraje – sk. D | 7      | 26 | 10 | 7     | 9  | 45 | 38 | +7  | 37 | 7.     |
| 2018/19         | I. B třída Moravskoslezského kraje – sk. D | 7      | 26 | 10 | 4     | 12 | 45 | 62 | −17 | 34 | 9.     |
| 2019/20         | I. B třída Moravskoslezského kraje – sk. D | 7      | 13 | 4  | 4     | 5  | 17 | 28 | −11 | 16 | 11.    |
| 2020/21         | I. B třída Moravskoslezského kraje – sk. D | 7      | 8  | 3  | 0     | 5  | 12 | 21 | −9  | 9  | 13.    |
| 2021/22         | I. B třída Moravskoslezského kraje – sk. D | 7      | 24 | 4  | 5     | 15 | 33 | 68 | −35 | 17 | 13.    |
| 2022/23         | Okresní přebor Novojičínska                | 8      | 26 | 12 | 3     | 11 | 55 | 56 | −1  | 41 | 6.     |
| 2023/24         | Okresní přebor Novojičínska                | 8      | 26 | 10 | 6     | 10 | 44 | 51 | −7  | 40 | 5.     |
| 2024/25         | Okresní přebor Novojičínska                | 8      | 24 | 15 | 9     | 0  | 81 | 25 | +56 | 55 | 1.     |

Poznámky:
- 2014/15: Od sezóny 2014/15 se hraje v okresních soutěžích na Novojičínsku tímto způsobem: Pokud zápas skončí nerozhodně, kope se penaltový rozstřel. Jeho vítěz bere 2 body, poražený pak jeden bod. Za výhru po 90 minutách jsou 3 body, za prohru po 90 minutách není žádný bod.
- 2019/20: Sezona nedohrána kvůli pandemii covidu-19.
- 2020/21: Sezona nedohrána kvůli pandemii covidu-19.